# خوسيه مارمول
خوسيه بدرو كريسولوجو مارمول ثالبيرا (بالإسبانية: José Mármol)‏ شاعر وروائي وصحفي ورجل سياسي ينتمي لعصر الرومانسية ولد في بوينس آيرس، 2 ديسمبر 1817. والداه هم خوان أنطونيو مارمول من بوينس آيرس وماريا خوسيفا ثالبيرا من مونتيفيديو. وتم تسجيل قيده في 3 يناير 1818. وتعد رواية أماليا من أشهر أعماله، التي نشرها كاملة عام 1855، وهي رواية مكونة من خمسة أجزاء وتم نشر الجزء الأول منها عام 1851 في شكل تسلسلي في صحيفة الأسبوع. وتوفي في أغسطس 1871.

## حركة الرومانسية
الرومانسية أو الابتداعية هي حركة فنية، أدبية وفكرية نشأت في فرنسا في أواخر القرن الثامن عشر للميلاد وسرعان ما راجت في بلدان أوروبية أخرى، وبخاصة إنكلترا وألمانيا وإسبانيا حتى وصلت لذروتها في الفترة ما بين 1800-1840. وقد ظهرت كرد فعل ضد الثورة الصناعية كما كانت تعتبر ثورة ضد الأرستقراطية والمعايير الاجتماعية والسياسية في عصر التنوير. وقد تجسدت الثورة بقوة في الفنون البصرية، الموسيقى، والأدب. كما كان لها تأثير بالغ على التأريخ، التعليم، العلوم الطبيعية وتأثير كبير ومعقد على السياسة، حيث انه وبذروة الحركة الرومانسية كان هنالك ارتباطًا وثيقًا مع الليبرالية والراديكالية وكان تأثيرها واضحًا على نمو القومية لدى الشعوب.
تؤكد الرومانسية بأن قوة المشاعر والعواطف والخيال الجامح هو المصدر الحقيقي والأصيل للتجارب الجمالية، مع التركيز على شتى العواطف الإنسانية مثل الخوف والرعب والهلع والألم. مما أسهمت في رفع شأن الفنون الشعبية والتقليدية إلى درجة اسمى، وجعلت منها فنونًا مرغوبة (كما في الموسيقى الإرتجالية). كما انها جعلت من الخيال الفردي سلطة ناقدة مما أسهم بالتحرر من أفكار المدارس الكلاسيكية والعقلانية المثالية والتي سعت لرفع شأن القرون الوسطى والإخلاص لها من خلال فرض قواعد وقيود على جميع أشكال الفنون لتوحي بأنها فنون قروسطية أصيلة في محاولة منها للهرب من النمو السكاني والزحف العمراني.

## النشأة
درس الحقوق في بوينس ايرس ولكنه لم يكمل دراسته وسرعان ما انغمس في السياسة.تم اعتقاله لمدة ستة أيام من قبل حكومة خوان مانويل دي روساس .بعد فترة وجيزة خوفاً علي حياته ترك منصبه كسكرتير للوزير المفوض امام امبراطوية البرازيل توماس جيدو. لقد تسبب خرق الوثائق التي أُرسلت للوزير في ريو في فصله من منصبه كسكرتير.استقر في مونتيفيديو واجتمع مع أعضاء كثيرة في رابطة مايو مثل خوان باوتيستا البيردي، وفلورينثيو باريلا، وإستيبان اتشيبيريا، وخوان ماريا جوتيريث، وميخائيل كاني.
وكانوا جميعهم مطاردين من قِبَل حكومة خوان مانويل دي روساس.نشر قصيدة موجهة الي روساس والتي تشتمل علي عبارته المؤثرة التي من المفترض انه كتبها بالكربون علي جدران زنزانته والتي تقول
| خوسيه مارمول | كإنسان أسامحك علي سجني وتقييدي. | خوسيه مارمول |

## اسهاماته

خوان مانويل دي روساس

كتب في صحف كثيرة كصحيفة الوطني ،لأندريس لاماس وصحيفة تجارة الفضة لفلورنثيو باريلا. نشر مسرحتين ذات وعي سياسي،وكتب العديد من القصائد والروايات المناهضة لروساس. وابتداءً من عام 1844 بدأ خوسيه في نشر أجزاءمن اوراق من رواية (أماليا Amalia)، وهي من أنواع الروايات التي تتحدث عن السيرة الذاتية والعادات ولكنه لم يستطع إنهائها في ذلك الوقت.في عام 1845أبحر خوسيه إلى شيلي ولكن حدثت عاصفة ادات إلى انحراف اتجاه السفينة فانتهت به في ريو دي جانيرو.ولكنه لم يعد مقبولا من قبل جيدو مما أدى إلى سفره إلى كولومبيا وهناك استقر بعض الوقت في ميديلين حيث اصيب هناك بمرض تناسلي.وبعودته الي مونتيفيديو قام بنشر صحف على التوالي واهمهم علي الإطلاق جريدة الاسبوع، وشارك وكتب في صحف أخرى كثيرة.وبرز بقوة مهاجمته لروساس.وفي عام1847 نشر ستة أغاني (على الرغم من انه كان ينبغي ان يكونوا اثنى عشر)ومنهم القصيدة اناشيد الحاج (وهي عبارة عن سيرة ذاتية ومجموعة من المغامرات ) مستوحاة من العمل للشاعر جورج غوردون بايرون.في عام1847 قام بنشر مسرحية الشاعر
وتبعه عمل مسرحي اخر واحد فقط هو لعام 1851.وفي نفس العام قام بنشر مجموعة من القصائد الشعرية تحت اسم انسجامات . تأثر مارمول بمجموعة من الشعراء ليس فقط بايرون ولكن أيضا شاتوبريان واسبرونثيدا و خوسيه ثورريا.وبعد سقوط الرئيس روساس عاد مارمول الي بوينس ايرس حيث اختاره الرئيس المؤقت خوستو خوسيه دي اوركيزا ليعمل كوزير مفوض في تشيلي.ولكن انفصال بوينس ايرس عن الاتحاد الأرجنتيني احبط مشروع سفره لشيلي.انتهى من نشر روايته الشهيرة أماليا Amalia في بوينس ايريس، والتي قام بنشرها على شكل كتاب في عام1855 وتعد أول رواية عُرفت في الأرجنتين.كان عضو في مجلس الشيوخ، وفي وقت لاحق أصبح نائباً في المجلس التأسيسي 1860.في عام 1865 تم ارساله إلى البرازيل من قبل الرئيس بارتولوميه ميتري حيث أعد التحالف الثلاثي والعمليات الاولي لحرب باراغواي. منذ عام 1868 قام برئاسة المكتبة الوطنية حتي اصيب بمرض خطير في بصره فانسحب من جميع انشطته.

## أعماله

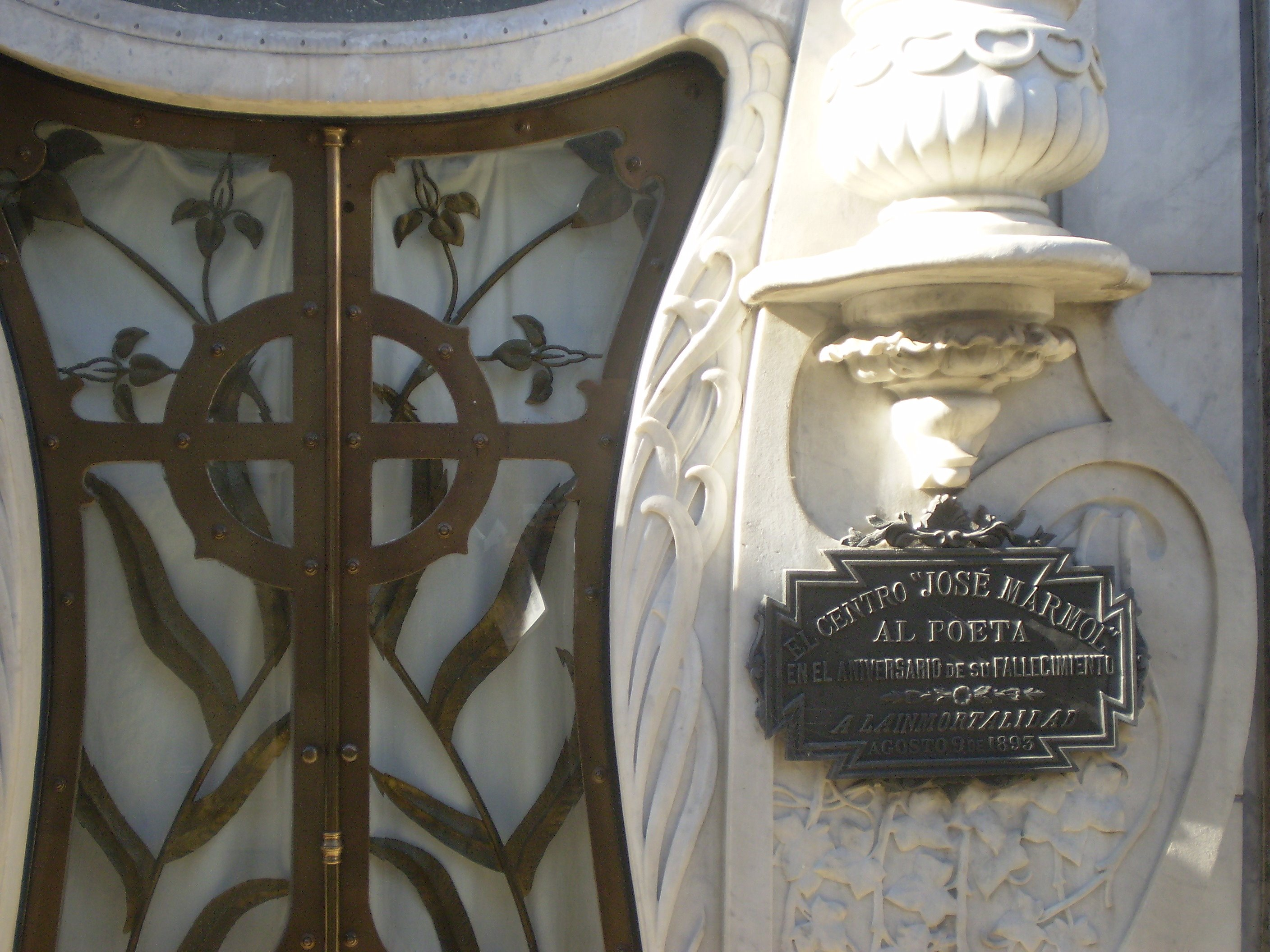
جزء من مقبرته في مدافن ريكوليتا

- الشاعر 1847
- الحاج 1847
- مانويلا روساس 1849
- الانسجامات 1851
- الهجين 1851
- Amalia أماليا 1851[5]

### روايته الشهيرةأمالياAmalia

أماليا

هي رواية تتكون من خمسة أجزاء تم نشر الجزء الأول منها عام 1851 في شكل تسلسلي في صحيفة الأسبوع، أما في عام 1855، تم نشرها بالكامل في بوينس آيرس وهي تعتبر أول رواية في الريو دي لا بلاتا.

#### موضوع الرواية
موضوعها مبتكر حيث قام باستخدام قصة رومانسية تطمح إلى تصوير واقع تاريخي في فترة زمنية معينة كانت تسمي (عام الرعب) وهي في الفترة من الرابع من مايو عام 1840 والخامس من أكتوبر من نفس العام.وكانت هذه الفترة تمثل اضطهاد خوان مانويل دي روساس لخصومه الذين كانوا متجمعين تحت اسم(الموحدين) على الرغم ان بعض خصومه كالمجتعين في رابطة مايو لم يكونوا من الموحدين أو الفيدراليين. تحكي الرواية عن قصة حب بين أماليا (امرأة مطلقة تقيم في بوينس آيرس) وادواردو بلجرانو(شاب من جماعة الموحدين) الذي اصيب اثناء محاولته الخروج من بوينس ايرس لكي ينضم للقوات التي تقاتل ضد روساس ولكن انقذه صديقه دانيال بيلو الذي حمله إلى بيت ابنة عمه أماليا حيث نشأت بينهم قصة حب وتزوجا وقررا اللجوء للمنفي ولكن في العشية ماتوا علي يد المحالفين لروساس.بما ان هذه الرواية تمت كتابتها عام1850 فان كثير من الشخصيات المذكورة فيها كانت لا تزال موجودة.مارمول أوضح قدرته في رسم صورة تاريخية على الرغم انه بالغ في صبغات هذه الصورة وقام بتعزيز التناقضات فيها.لقد تناول شخصية روساس في الفصل الرابع والخامس والسادس بتقنية سينمائية تقريبا ولكنه علي النقيض وقع في ذكر تفاصيل مملة كما في وصف اماليا ومشاعرها ومواقفهالكن ليست في فصول كثيرة.

### فيلموغرافيا
استناداً للرواية وبنفس اسمها قام المخرج إنريكي غارسيا فيلوسو بعمل فيلم صامت في الأرجنتين عام 1914، وأخر بصوت للمخرج لويس خوسيه موغليا بارث عام 1936.

## وفاته
توفي في أغسطس عام1868 في بوينس ايرس بوباء الحمي الصفراء، ورفاته في مقبرة ريكوليتا.

## روابط خارجية
- خوسيه مارمول على موقع IMDb (الإنجليزية)
- خوسيه مارمول على موقع الموسوعة البريطانية (الإنجليزية)
- خوسيه مارمول على موقع ميوزك برينز (الإنجليزية)